# Claudia Rorarius

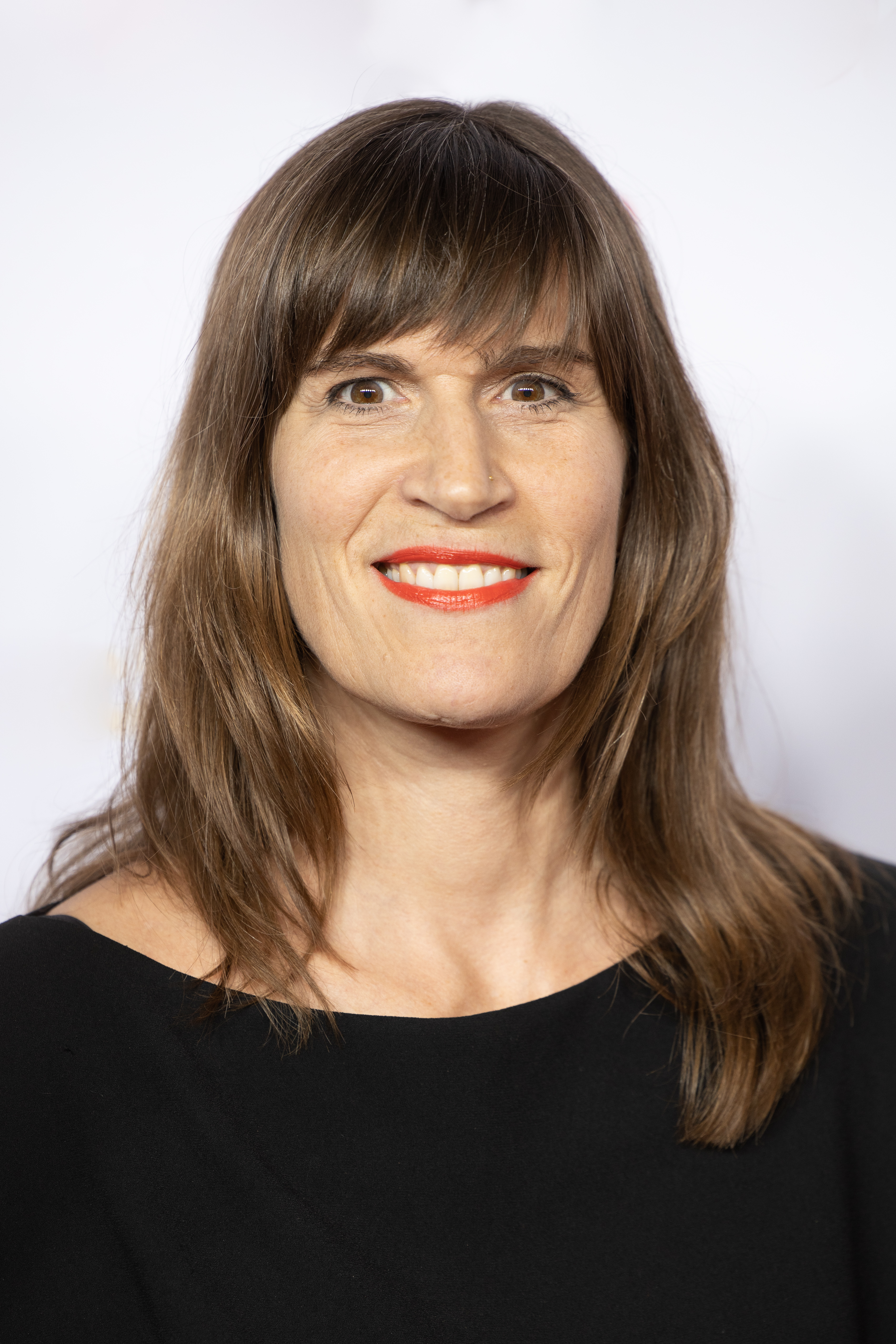
Claudia Rorarius (2020)

Claudia Rorarius (* 20. Mai 1972 in Berlin) ist eine deutsche Regisseurin, Drehbuchautorin und Produzentin für Spiel- und Dokumentarfilme.

## Leben und Leistungen
Claudia Rorarius wurde 1972 im Märkischen Viertel, in Berlin geboren. Nach ihrer Fotografieausbildung am Lette-Verein in Berlin arbeitete sie zunächst als Fotografin.
Ihre Porträts wurden in nationalen und internationalen Zeitungen und Zeitschriften wie dem Zeit-Magazin, Spex, Süddeutsche Zeitung, Brand eins oder Wallpaper veröffentlicht.
Zeitgleich studierte sie Filmregie an der Kunsthochschule für Medien Köln u. a. bei Jeanine Meerapfel, Peter Lilienthal, Friedemann Fromm und Dietrich Leder. Ihr Abschlussfilm Zwilling wurde für den First Steps Award nominiert. Es folgte die Ausbildung in Schnitt mit Roberto Perpignani (2000), Drehbuch mit Tom Schlesinger und Keith Cunningham (2002), Regie mit Mike Leigh, Ken Loach, Stephen Frears (2004) und Schauspielführung u. a. bei Susan Batson und Larry Moss.
Seit 2000 ist sie als Regisseurin, Drehbuchautorin und Produzentin für Spiel- und Dokumentarfilme tätig, ab 2013 auch als Lehrbeauftragte und Dozentin für Film. Sie ist Mitglied bei Pro Quote Film, bei Woman in Film and Television und beim Bundesverband Regie.
Chi l’ha visto – Wo bist Du aus dem Jahr 2009/10 ist ihr erster Spielfilm, welchen sie auch als Produzentin betreute. Der Film wurde von der Filmförderungsanstalt sowie der Film- und Medienstiftung NRW gefördert und über good!movies und den Verleih Realfiction Filme veröffentlicht. 2014 erhielt ihr Spielfilm Touched eine Drehbuchförderung von der Beauftragten der Bundesregierung für Kultur und Medien und ihr Spielfilm Pink Is Black (AT) einen Produktionsvorbereitungsvertrag vom WDR.
Im Jahr 2018 begann Claudia Rorarius dank der Produktionsförderung vom Beauftragten der Bundesregierung für Kultur und Medien  mit den Dreharbeiten zum Kinospielfilm Ken – The Movie.
Des Weiteren realisierte sie 2023 mit ihrer Produktionsfirma Soquiet Filmproduktion den Kinospielfilm Touched in Koproduktion mit 2 pilots Filmproduktion. Der Film wurde unterstützt durch SWR, WDR, Film- und Medienstiftung NRW, MFG Filmförderung, Beauftragten der Bundesregierung für Kultur und Medien, Deutscher Filmförderfonds, Creative Europe MEDIA, eQuinoxe Europe.
Touched feiert seine Weltpremiere am 7. August 2023 im Nachwuchswettbewerb Concorso Cineasti del presente beim 76. Locarno Film Festival. In diesem Wettbewerb wurden die Hauptdarsteller Isold Halldórudóttir und Stavros Zafeiris von der Internationalen Jury (Beatrice Fiorentino, Erige Sehiri, Helena Wittmann) für ihre schauspielerischen Leistungen geehrt.
Eine weitere internationale Auszeichnung gewann Touched beim 64. Thessaloniki Film Festival. Der Hauptdarsteller Stavros Zaveiris erhielt den Accessibility Award für seine schauspielerische Leistung.
Seine Deutschlandpremiere feierteTouched auf dem 73. Internationalen Filmfestival Mannheim Heidelberg im November 2023. Dort ging eine lobende Erwähnung der Internationalen Jury (Denis Dercourt, Elisa Schlott, Goran Stolevski) an den Film. Kinostart in Deutschland war am 2. Mai 2024.

## Filmografie
Legende: R – Regie, D – Drehbuch, K – Kamera, S – Schnitt, P – Produktion
- 1998: Meine Oma (Dokumentarfilm, R, D, P)
- 2000: Die Seilbahn (Kurzspielfilm, R, D, P)
- 2000: Zwilling (Kurzspielfilm, R, D, S, P)
- 2001: Geschwister (Spielfilm, D)
- 2004: Susanne (Dokumentarfilm, R, D, P)
- 2010: Chi l’ha visto – Wo bist Du? (Kinospielfilm, R, D, K, P)
- 2011: Welcome to my world (Werbeclips, Red Bull Music Academy)
- 2019–2024: Ken – The Movie (Kinospielfilm, R, D, K, P)
- 2023: Touched (Kinospielfilm, R, D, K, P)

## Auszeichnungen / Stipendien
- 2001: Prädikat wertvoll der Filmbewertungsstelle Wiesbaden für Zwilling
- 2001: Nominierung First Steps – Der deutsche Nachwuchspreis für Zwilling
- 2001: Filmprädikat Besonders wertvoll der Deutsche Film- und Medienbewertung (FBW) für Seilbahn
- 2002: 2. Preis Chicago International Film Festival für Seilbahn
- 2003: DAAD – Stipendiatin Film, London (UK)
- 2004: Berlinale Talents  Stipendium
- 2009: Filmprädikat wertvoll der Deutsche Film- und Medienbewertung (FBW) für Chi l’ha visto – Wo bist Du?
- 2009: Nominierung „bester Film“, „beste Regie“ beim Torino Film Festival für Chi l’ha visto – Wo bist Du?
- 2015: Einladung zum eQuinoxe Europe Intl. Screenwriter Workshop
- 2016: Vorauswahl mit dem Drehbuch zu Touched für den Deutschen Drehbuchpreis
- 2017: Creative Europe MEDIA Programme – Slate Fund für Touched in Koproduktion mit 2pilots Filmproduktion
- 2018: Beauftragten der Bundesregierung für Kultur und Medien Produktionsförderung für Ken – The Movie
- 2020: Produktionsförderung für Touched in Kooperation mit 2pilots Filmproduktion von SWR, WDR, Film- und Medienstiftung NRW, MFG Filmförderung, Beauftragten der Bundesregierung für Kultur und Medien, Deutscher Filmförderfonds, Creative Europe MEDIA
- 2023: Locarno Film Festival, beste Performance[4]
- 2023: Touched, Leoparden für Ísold Halldórudóttir und Stavros Zaveiris
- 2023: Touched, Internationales Filmfestival Thessaloniki, Alpha Bank Accessibility Award für Stavros Zaveiris[5]
- 2023: Touched, Lobende Erwähnung beim 73. Internationalen Filmfestival Mannheim Heidelberg
- 2024: Touched, Preis für bestes Production Design beim 20. Achtung berlin – new berlin film award für Beatrice Schultz.